# Ottetalsknob med løkke
Et ottetalsknob med løkke (også dobbelt ottetalsknob eller flamsk løkke) er lavet ved at danne en løkke på en bugt på et reb. Det bruges bl.a. ved sejlads, bjergbestigning og rapelling. 
Løkken kan dannes hvor som helst på rebet, både i dets ende og midtpå, og den kan laves, så den går rundt om en genstand. Knobet er relativt let at binde og sikre, men kan være vanskeligt at løse, eftersom det kan gå hårdt i bekneb ved visse typer reb. Som klatreknob er det et af de få knob, man må binde på klatrereb, da det her er knobfast og nemt at løsne i forhold til andre knob.

## Binding af knobet
Det er let at lave løkken ved at lægge rebet dobbelt og slå et sædvanligt ottetalsknob med det. Denne metode kan bruges, når der først senere skal fastgøres noget i den dannede løkke.
Hvis løkken derimod skal gå gennem en ring eller over en genstand, som en løkke ikke kan gå over, eller når kun den ene ende af rebet er til rådighed, benyttes en anden metode: Der slås et løst ottetalsknob på rebet, idet man sørger for at tampen har den nødvendige længde. Tampen stikkes nu gennem ringen eller rundt om genstanden. Derefter føres den tilbage gennem ottetalsknobet parallelt med sig selv, så der dannes et dobbelt ottetalsknob og tampen ligger parallelt med den faste part.
Et dobbelt pælestik udfører samme funktion, kan bindes hurtigere og går ikke i bekneb. Det ligger imidlertid tæt på andre knob, som kan løsne sig, så mange foretrækker at bruge ottetalsknobet for at undgå fejltagelser. Desuden er et ottetalsknob med løkke meget let at inspicere visuelt, som det også gælder de øvrige ottetalsknob.